# Handzlówka
Handzlówka – wieś w Polsce położona w województwie podkarpackim, w powiecie łańcuckim, w gminie Łańcut.
W latach 1954–1972 wieś należała i była siedzibą władz gromady Handzlówka. W latach 1975–1998 miejscowość administracyjnie należała do województwa rzeszowskiego
Miejscowość położona kilkanaście kilometrów na południe od Łańcuta. Zabudowa wsi jest rozlokowana przy lokalnej drodze z Albigowej, na pagórkach po obu stronach rzeki Sawa. Od zachodu graniczy z miejscowością Wola Rafałowska, od południa z Zabratówką i Tarnawką, od wschodu z Husowem, natomiast od północy z Albigową.

## Części wsi
| SIMC    | Nazwa      | Rodzaj    |
| ------- | ---------- | --------- |
| 0654865 | Bąkówka    | część wsi |
| 0654871 | Buczyna    | część wsi |
| 0654888 | Budy       | część wsi |
| 0654894 | Chyrów     | część wsi |
| 0654902 | Doły       | część wsi |
| 0654919 | Dwór       | część wsi |
| 0654925 | Dział      | część wsi |
| 0654931 | Folwark    | część wsi |
| 0654948 | Głuszkówka | część wsi |
| 0654954 | Kamionka   | część wsi |
| 0654960 | Kielanówka | część wsi |
| 0654977 | Lisówka    | część wsi |
| 0654983 | Okop       | część wsi |
| 0654990 | Podgrabina | część wsi |
| 0655008 | Skotnik    | część wsi |
| 0655014 | Ślebodówka | część wsi |
| 0655020 | Zagrody    | część wsi |

## Historia
Wieś lokowana na surowym korzeniu, na co wskazuje karczunkowy charakter osadnictwa, gdzie zwarte obszary leśne na tym terenie w średniowieczu ciągnęły się od Łańcuta aż po Handzlową, lokowaną w roku 1381 przez Ottona z Pilczy, jako niemiecka kolonia Hanselshow, podobnie jak sąsiednie wsie z końcówkami na -hau/how oznaczające w języku niemieckim porębę; np. pobliska Markowa (Markenhow), Albigowa (Helwygheshow), Husowa (Langenkow) oraz Sonina (Schonerwald) (zob. Głuchoniemcy). W 1450 roku właścicielem był Jan z Pilczy syn Elżbiety Granowskiej trzeciej żony Władysława Jagiełły.

## Instytucje oświatowe
W październiku 1938 otwarto Szkołę Przysposobienia Spółdzielczo-Handlowego w Handzlówce.
We wsi funkcjonuje Szkoła Podstawowa im. Ks. Władysława Krakowskiego, funkcjonowało też Niepubliczne Gimnazjum im. Franciszka Magrysia.
W Handzlówce, małej podgórskiej wsi w powiecie łańcuckim, istniała jednooddziałowa szkoła podstawowa. Decyzją Rady Gminy w Łańcucie nie utworzono gimnazjum w Handzlówce. Dzieci zostały przypisane do Publicznego Gimnazjum w Albigowej. We wsi powstał bunt rodziców i działaczy wiejskich. Szczególną rolę koordynatora działań przyjęło na siebie Stowarzyszenie Promocji i Rozwoju Wsi Handzlówka. Protest mieszkańców wsi przeciwko decyzjom Rady Gminy wspierał proboszcz parafii rzymskokatolickiej w Handzlówce.
W styczniu 1999 roku zebrani w Szkole Podstawowej w Handzlówce rodzice podjęli inicjatywę utworzenia w Handzlówce gimnazjum. Wystosowali w tej sprawie pisma do władz gminnych i oświatowych. 25 lutego 1999 r. Rada Gminy w Łańcucie odmówiła Handzlówce utworzenia gimnazjum. 
22 maja 1999 roku rodzice utworzyli komitet protestacyjny i rozpoczęli okupację szkoły. W tej sytuacji zajęcia dydaktyczne zawieszono do odwołania. Ten stan trwał do 10 czerwca 1999 r., kiedy to na sesji Rady Gminy podjęto uchwałę o utworzeniu, na okres dwóch lat, Oddziału Gimnazjum w Albigowej z siedzibą w Handzlówce. W związku z tym komitet protestacyjny przerwał akcję okupacyjną i rozwiązał się, zajęcia dydaktyczne wznowiono 11 czerwca. Po dwóch latach funkcjonowania oddziału gimnazjum, w styczniu 2001 r. rada rodziców zwróciła się z prośba do wójta gminy o przedłużenie okresu działania szkoły w Handzlówce, uzyskała odpowiedź odmowną. W tej sytuacji rodzice upoważnili prezesa Stowarzyszenia Promocji i Rozwoju Wsi Handzlówka mgra Aleksandra Kuźniara do utworzenia w Handzlowce Niepublicznego Gimnazjum. Pozytywna opinia Podkarpackiego Kuratora Oświaty dotycząca możliwości rozpoczęcia pracy dydaktycznej wraz z innymi dokumentami została przedstawiona wójtowi 16 maja 2001 roku. Okazało się jednak, że w Handzlówce nie może powstać gimnazjum, bowiem Stowarzyszenie nie posiada odpowiedniego lokalu. Budynek tzw. “mniejszy”, w którym do tej pory uczyły się dzieci z Gimnazjum jest własnością Szkoły Podstawowej, a więc Gminy Łańcut. Wójt Gminy nie wyraził zgody na użytkowanie tego obiektu przez ewentualnie utworzone Niepubliczne Gimnazjum. Brak bazy lokalowej przekreślił zdecydowanie dążenie wsi zmierzające do utworzenia placówki oświatowej. Analizując tę sprawę warto zaznaczyć, że ów budynek został wzniesiony, a później wyremontowany w znacznej mierze dzięki ofiarności i ogromnemu nakładowi pracy handzlowskiej społeczności. O jego planowanym przeznaczeniu wieś dowiedziała się niebawem. Zgodnie z planami władz gminnych miało się w nim mieścić przedszkole, które zamierzano tutaj przenieść z malowniczo usytuowanej i bezpiecznej okolicy. Budynek przedszkola miał być podobno sprzedany z przeznaczeniem na budynek mieszkalny. Mieszkańcom wsi trudno było pojąć sens tego przedsięwzięcia. Zwołano zebranie wiejskie, na które zaproszono Wójta Gminy w celu przedyskutowania spornych problemów. Władzom przedstawiono uchwały zebrania dotyczące utworzenia w Handzlówce gimnazjum oraz pozostawienia przedszkola w lokalu, który dotychczas zajmowało. Uzasadnione argumenty, prośby i perswazje ze strony członków Stowarzyszenia Promocji i Rozwoju Wsi Handzlówka, Rady Sołeckiej i rodziców nie przyniosły oczekiwanych rezultatów. Władze gminy nie zgodziły się z postulatami mieszkańców wsi. Wkrótce wznowiono próby nawiązania dialogu z władzami gminnymi, ale nie wniosły one nic nowego do sprawy. Wójt Gminy uparcie odmawiał wynajęcia budynku dla nowej niepublicznej szkoły. Odmówił też wpisania szkoły do gminnego rejestru placówek oświatowych.
3 września odbyła się uroczysta inauguracja roku szkolnego w Niepublicznym Gimnazjum w Handzlowce. Szkoła była nielegalna. 25 września 2001 roku władze gminne ugięły się i Niepubliczne Gimnazjum w Handzlówce zostało wpisane do rejestru placówek oświatowych w Gminie Łańcut. Budynek szkole wynajęto w formie dzierżawy, niepubliczne gimnazjum zostało utworzone i znalazło swą siedzibę w budynku szkoły podstawowej. Szkoła uzyskała uprawnienia szkoły publicznej. Organem prowadzącym szkołę stało się Stowarzyszenie Promocji i Rozwoju Wsi Handzlówka.
W styczniu 2002 roku handzlowianie postanowili, że patronem Niepublicznego Gimnazjum powinien zostać Franciszek Magryś (ur. 1846, zm. 1934), miejscowy działacz i społecznik. W październiku 2002 roku odbyła się uroczystość nadania Niepublicznemu Gimnazjum w Handzlówce imienia Franciszka Magrysia.

## Inne instytucje
- Orkiestra Dęta
- Handzlowski Klub Sportowy „GROM”
- Zakład Opiekuńczo-Leczniczy w Handzlówce prowadzony przez SPZOZ Łańcut.
- Bank Spółdzielczy w Handzlówce
- Publiczna Biblioteka w Handzlówce
- Publiczne przedszkole

## Stowarzyszenia

### Ochotnicza Straż Pożarna Handzlówka
Ochotnicza Straż Pożarna to jedna z najprężniej działających organizacji w Handzlówce. Za rok powstania jednostki przyjmuje się 1910 jednak pomysł zaistniał już w 1909. Wtedy to na wniosek Jana Lenara zapada decyzja utworzenia Sekcji Ochotniczej Straży Pożarnej przy Kółku Rolniczym. Ten właśnie inicjator myśli utworzenia OSP w Handzlówce staje na czele pierwszego oddziału strażaków. Pierwszy oddział straży liczy 41 osób, a na jego czele stoją:
Dla urzeczywistnienia swych planów w roku 1910, w pięćsetną rocznicę bitwy pod Grunwaldem, jednostka OSP przystępuje do budowy pomnika „Grunwaldu”.
W 1927 roku z inicjatywy Ludwika Cieszyńskiego, który wystarał się od Franciszka Magrysia o kawałek ziemi, OSP zakłada „Park Młodzieżowy”, któremu nadano imię darczyńcy Franciszka Magrysia. Ten obiekt służy nam do dzisiaj. Organizowane są różnego rodzaju imprezy okolicznościowe, a to wszystko dzięki pracy i poświęceniu naszych ojców i dziadków.
W 1930 roku zostaje wystawiona drewniana remiza, która później po wybudowaniu nowej murowanej zostaje przekazana do dyspozycji Zespołu Orkiestry Dętej, która działa przy OSP od 1926 roku.
W 1938 roku naczelnik Teodor Szpunar organizuje pierwszą żeńską służbę pożarniczą, liczącą dziesięć dziewczyn z sekcyjną Emilią Szpunar. Te dziesięć kobiet w pełni dawało sobie radę ze sprzętem pożarniczym i czynnie brało udział podczas gaszenia pożarów. Z pewnością mogły zastąpić oddział męski. One właśnie największy swój wkład wniosły w jednostkę podczas II Wojny Światowej, kiedy to młodzież męska walczyła w obronie ojczyzny i musiała opuścić swoją miejscowość i szeregi OSP.
W 1959 r. wybudowano wieżę do suszenia węży strażackich, odbudowano też zburzony przez Niemców pomnik Grunwaldzki oraz OSP zdobywa I miejsce na zawodach powiatowych.
W 1965 roku OSP otrzymuje przydział samochodu strażackiego marki „Dodge:”. Kończy się, więc bezpowrotnie dojeżdżanie do pożarów końmi.
Następnym bardzo ważnym i kosztownym przedsięwzięciem była budowa nowego budynku tak zwanego Domu Strażaka. Przedsięwzięcie przeprowadzono wspólnie z Gromadzką Radą Narodową przy wydatnej pomocy finansowej mieszkańców Handzlówki, piętrowy budynek oddano do użytku w 1969 roku. W tym też czasie przydzielono jednostce nowy samochód marki „Żuk”.
W 1996 roku OSP otrzymuje nowy sztandar, w tym też właśnie roku otrzymuje samochód bojowy marki „Star 266” pod zabudowę pożarniczą. W pełni wyposażony samochód zostaje uroczyście przekazany jednostce 1998 roku, w tym też roku jednostka zostaje podłączona do selektywnego alarmowania drogą radiową w Komendzie Powiatowej PSP w Łańcucie.
W 1999 roku na wniosek Komendanta Wojewódzkiego PSP Województwa Podkarpackiego w Rzeszowie, Komendant Główny PSP w Warszawie włącza jednostkę OSP w Handzlówce do Krajowego Systemu Ratowniczo-Gaśniczego
W 2002 roku OSP organizuje w Handzlówce Gminne Zawody Sportowo-Pożarnicze.
W 2007 roku na mocy uchwały zarządu OSP zostaje powołana do życia Młodzieżowa Drużyna Pożarnicza, której opiekunem jest nauczyciel wychowania fizycznego mgr Maciej Kusiak.
W 2009 roku OSP organizuje po raz drugi zawody. Było to pierwsze zwycięstwo w zawodach od ponad 20 lat, również MDP po raz pierwszy wystartowało w zawodach i zajęło III miejsce.

### Stowarzyszenie Promocji i Rozwoju wsi Handzlówka
Stowarzyszenie Promocji i Rozwoju Wsi Handzlówka (SPRWH) funkcjonuje od 11 lipca 1997 z inicjatywy Komitetu Założycielskiego. 23 stycznia 1998 r. Sąd Wojewódzki w Rzeszowie, zarejestrował SPRWH w rejestrze stowarzyszeń. 6 lutego wybrano pierwsze władze SPRWH
Od 2001 roku Stowarzyszenie prowadzi Muzeum Regionalne w Handzlówce.

### Koło Gospodyń Wiejskich
Koło Gospodyń Wiejskich (KGW) zostało utworzone 2 lutego 1907 r. w ramach kółka rolniczego. KGW otrzymało książki od Komitetu Oświatowego im. Marii Wysłouchowej we Lwowie oraz prenumerowało czasopisma: „Przodownica”, „Niewiasta Polska” i „Zorza”. W 1913 r. staraniem kółka rolniczego i za poparciem Lwowskiego Towarzystwa Rolniczego urządzona w Handzlówce 9-tygodniowy kurs gotowania, pieczenia, szycia, prania i towarzyskiego zachowania się dla kobiet i dziewcząt. Skorzystało z niego 50 kobiet i dziewcząt. Kurs ten prowadziły zakonnice z wyższym wykształceniem. W 1928 r. KGW liczyło 30 członkiń, w 1929 r. – 49, w 1933 r. – 64, w 1935 r. – 78, w 1938 r. – 71. Staraniem KGW latem 1935 r. urządzono 4-tygodniowe przedszkole. Przedszkole dla dzieci organizowano także i w następnych latach.
W 1938 r. KGW urządziło 3 kursy: 6-tygodniowy kurs kroju i szycia, w którym wzięło udział 28 osób; 3-tygodniowy kurs trykotarski dla 15 uczestniczek oraz 2-miesięczny kurs letniskowy dla 87 kursistek. KGW wspólnie z Ochotniczą Strażą Pożarną planowało założenie w Handzlówce spółdzielni zdrowia.

### Kółko Rolnicze
Kółko rolnicze jest najstarszą organizacją społeczno-gospodarczą w Handzlówce. Założył je 18 II 1892 r. ks. Władysław Krakowski. Działalność swą rozpoczęło jednak dopiero w 1897 r. W kółku rolniczym działały sekcje: rolnicza, oświatowa, hodowlana i sadownicza. W ich ramach prowadzano pogadanki i dyskusje o uprawie roli, stosowania nawozów sztucznych, nowych odmianach zbóż i ziemniaków, hodowli i pszczelarstwie. Liczba członków kółka rolniczego w 1902 wynosiła 43, w 1903 wzrosła do 63. Składka od gospodarzy wynosiła 10 krajcarów, od młodzieży 5 krajcarów miesięcznie.
Kółko rolnicze sprowadzało siewniki rzędowe do siania zbóż, pługi żelazne, kultywatory i inne maszyny i narzędzia rolnicze; m.in. sprowadziło tryjer do oczyszczania zboża. Szerzona przez kółko rolnicze fachowa oświata polegała także na komunikowaniu się ludzi dorosłych w celu podzielenia się pewnymi zdobyczami wiedzy rolniczej. Oświata rolnicza była podstawą postępu wsi. Wielu rolników, stosując nawozy sztuczne i siejąc nowe odmiany zbóż, rozszerzało arsenał uprawy roślin okopowych: ziemniaków i buraków pastewnych, przechodziła stopniowo na gospodarkę intensywną, która przejawiła się zwłaszcza na rozwoju hodowli bydła, głównie krów. Nieużytki zmieniano na grunty orne, stosowano ulepszoną agrotechnikę i nawożenie mineralne.
Kółko rolnicze prenumerowało „Przewodnik Kółek Rolniczych”, do którego pisywali także artykuły gospodarze z Handzlówki – Magryś, Sobek i J. Lenar. W 1903 r. założono sklep kółka rolniczego, który po kilku latach spowodował upadek sklepów żydowskich. Początkowo prowadził go kierownik szkoły Franciszek Pieniążek, później subiekci: Franciszek Kisała i Antoni Musz. Obroty sklepu stale wzrastały.
O celowości zmian sposobów gospodarowania na roli trzeba było niejednokrotnie przekonywać chłopów, zwłaszcza starszych. Na zebraniach gromadzkich zachęcano ich do robienia podorywek, do stosowania głębokiej orki, likwidowano 6-skibowych zagonów, wprowadzenia nacjonalnego płodozmianu i zwalczenia chwastów. Szkolono ich także w zakresie właściwego przechowywania obornika, czyli nawozów naturalnych i gnojówki w specjalnych dołach i nawożenia nim gleb. Kółko rolnicze, stanowiące centralny ośrodek życia społeczno-gospodarczego we wsi, zapraszano na zebrania szkoleniowe powiatowych instruktorów kółek rolniczych, którzy wygłaszali referaty i pogadanki z zakresu różnych dziedzin wiedzy rolniczej. Dzięki działalności kółka rolniczego do wsi sprowadzono nawozy sztuczne: tomasynę, superfosfat, saletrę, saletrzak, kainit i wapno.
W celu zwiększenia zasobów paszowych kółko rolnicze propagowało także uprawę buraków pastewnych. O intensyfikacji produkcji rolnej przed I wojną światową świadczy uprawnienie sprawdzonych nowych odmian zbóż żyta Petkulskiego i pszenicy czerwonej, ostki, które odznaczały się wysokimi plonami.
Józef Pelc „kościelny” stał się w Handzlówce inicjatorem i propagatorem sadownictwa. W założonym przez siebie sadzie rozpowszechniał także uprawę malin, porzeczek i agrestu, produkował nawet wina przy zakupionym w tym celu w Wiedniu urządzeń. Przyczynił się on wielce do rozwoju sadownictwa w Handzlówce, które obok hodowli bydła wywarło znaczny wpływ na podniesienie się dobrobytu mieszkańców. Od 1922 r. prowadził ponadto spółdzielniczą szkółkę drzewek owocowych, powstałą z inicjatywy kółka rolniczego na miejscu starego cmentarza.
Kółko rolnicze, ściślej jego sklep, finansował budowę Domu Ludowego w latach 1903-1906. Na jego budowę gmina wydatkowała 1221 zł a sklep kółka rolniczego 2115 zł reńskich.
W 1910 r. po rezygnacji Magrysia przewodniczącym kółka rolniczego w Handzlówce został Jan Rajzer. W okresie międzywojennym funkcję tę pełnił Tomasz Kuźniar, a sekretarza Henryk Cwynar.
W 1928 r. sklep kółka rolniczego otrzymał nowy budynek, wzniesiony z własnych kapitałów za 19 000 zł. Roczny utarg sklepu wynosił około 120 000 zł. Zaś w 1935 r. z powodu kryzysu gospodarczego tylko 75 000 zł. Kapitał własny sklepu wynosił wówczas 20 000 zł. W pięcioleciu 1931-1936 sklep z wypracowanego zysku przeznaczyło 2000 zł. na cele społeczne. Od 1931 r. otrzymał filię w budynku na granicy z Albigową.
Po przemianach październikowych z 1956 r. nawiązywano do dawniejszych tradycji organizacyjnych rolnictwa, reaktywując w Handzlówce w 1957 r. kółko rolnicze.
Na pierwszym zebraniu organizacyjnym przystąpiło do kółka 170 osób, a w 1958 r. liczba członków wzrosła do 390. Prezesem zarządu kółka rolniczego został wówczas Józef Kisała, a członkami: Ludwik Magryś, Stanisław Sobek, Józef Rajzer i Julia Rajzer. Dzięki staraniom zarządu, a zwłaszcza J. Kisały i S. Sobka, zbudowano w Handzlówce tartak. Na podkreślenie zasługuje przychylone wobec inicjatywy Handzlowian dotyczącej założenia tartaku stanowisko prezesa WZKR, Leona Korgi, oraz prezesa CZKR Tadeusza Ilczuka.
Kółko rolnicze prowadzi także suszarnię owoców oraz posiadał garaże na maszyny rolniczej magazyny nawozowe. Istniejąca branża produkcyjno-materialna kółka rolniczego jest ważnym czynnikiem rozwoju wsi i rolnictwa.
Z kółkiem rolniczym związana była przez pewien czas działalność Koła Młodzieży Wiejskiej przy Małopolskim Towarzystwie Rolniczym zorganizowanego przez pochodzącego z Handzlówki studenta prawa Uniwersytetu Lwowskiego – Antoniego Kluza. Prowadziło ono działalność kulturalno-oświatową wśród młodzieży oraz w dziedzinie poziomu rolnictwa. Koło liczyło 45 osób. Pierwszym jego przewodniczącym został Władysław Cieszyński, później Feliks Wojnar i Józef Kisała. Koło Młodzieży urządzało odczyty na tematy rolnicze, konkursy uprawowe i hodowlane, dożynki oraz przedstawienia teatralne.

## Sport i Turystyka
- Wyciąg narciarski „Staś”
- SKTS Handzlówka
- HKS Grom SZiK Handzlówka
- Trasa rowerowa Handzlówka – Cierpisz – Kraczkowa – Albigowa – Handzlówka

## Kultura
- Ośrodek Kultury w Handzlówce
- Orkiestra dęta